# Xabiani Ponce De León
Xabiani Ponce de León (Oaxaca de Juárez, Oaxaca; 6 de novembro de 1993) é um ator, cantor e modelo mexicano, que ganhou maior reconhecimento ao interpretar Marco Tavelli na série Violetta do Disney Channel, Omar Valdés em Bienvenida realidad, Carlos Remolina no filme mexicano Esto no es Berlín, e por dar vida a Daniel Cuesta, na telenovela 100 días para enamorarnos.
Em 2017, foi formada a Fly The Band, uma banda de pop/rock com influências dos anos 90, Xabiani faz parte dela desde o ano de formação, atuando como vocalista e guitarrista principal.

## Carreira
Entre os anos de 2005 e 2006, ele fez seu primeiro projeto fora da publicidade, aparecendo na versão local do programa Disney Club, do Disney Channel. Em 2007, ele participou do reality show Max Steel Misión Adrenalina, uma coprodução entre a Televisa e a Mattel.
Em 2010, ele apareceu no curta-metragem Confianza, se apresentado no Festival de Interuniversidades. Ele também atuou no capítulo "Mister Narco" da novela La rosa de Guadalupe, interpretando Oziel. Em 2011, Xabiani estreou no cinema com o filme Malaventura, da IronAge Pictures e da Balero Films. Nesse mesmo ano, ele foi selecionado para participar da série mexicana Bienvenida realidad, interpretando o personagem de Omar Valdes. Em 2012, ele apareceu em um episódio da série mexicana Paramédicos, interpretando Daniel. No mesmo ano, Xabiani se juntou ao elenco da série Disney Channel, Cuando toca la campana, para participar da segunda temporada interpretando o personagem de Paul, um garoto atleta, atraente e vaidoso.
Em 2013, atuou no curta dramático Réquiem para Inés, onde interpretou Daniel. O curta, dirigido por Iván Moctezuma, participou do Festival Internacional de Cine de Acapulco. Ele também protagonizou o curta Paradisio, dirigido por Rodrigo Ruiz Patterson, onde ele interpretou Michel, um jovem aristocrata que experimenta o luto sobre o suicídio de uma amiga próxima através de uma jornada no vazio e a violência ao seu redor. O curta-metragem foi apresentado no Festival Internacional de Cine de Guanajuato, no Oaxaca FilmFest, no Raindance Film Festival e no Festival Internacional de Cine de Morelia. Também em 2013, ele se juntou ao elenco da segunda temporada da série Violetta, do Disney Channel, dando vida ao personagem Marco, um mexicano que vive na Argentina. Ele é um fã dos caras da Studio, que conheceu através do portal Youmix. Ele é extrovertido e tem talento para a música. Ele não tem medo de se fazer de bobo em público e está sempre lá para ajudar seus amigos. Em julho daquele ano, ele acompanhou seus colegas de elenco na turnê Violetta en Vivo, que passou pela América Latina e Europa. Em 2014, ele voltou a repetir seu papel na terceira temporada da série.
Em 2020, foi escalado para viver o personagem Daniel, na telenovela 100 días para enamorarnos, do canal Telemundo. Além de fazer parte do elenco principal da série Control Z, da Netflix.

## Filmografia

### Televisão
| Ano       | Título                      | Papel                       | Notas                                                |
| --------- | --------------------------- | --------------------------- | ---------------------------------------------------- |
| 2005–2006 | Disney Club                 | Ele mesmo                   | Condutor                                             |
| 2007      | Max Steel Misión Adrenalina | Ele mesmo                   | Participante                                         |
| 2011      | La rosa de Guadalupe        | Oziel                       | Capítulo: "Mister Narco"                             |
| 2011      | Bienvenida realidad         | Omar Valdés                 | Recorrente, 120 episódios                            |
| 2012      | Paramédicos                 | Daniel                      | Episódio: "Paciente no. 100"                         |
| 2012      | Cuando toca la campana      | Paul                        | Antagonista                                          |
| 2013–2014 | Violetta                    | Marco Tavelli               | Elenco principal, (2ª e 3ª temporada, 160 episódios) |
| 2017      | Caer en tentación           | Joaquín                     | Elenco principal                                     |
| 2020–2021 | 100 días para enamorarnos   | Daniel "Dani" Cuesta Franco | Elenco principal                                     |
| 2020–2022 | Control Z                   | Ernesto                     | Elenco principal, série da Netflix                   |

### Cinema
| Ano  | Título                              | Papel  | Notas                        |
| ---- | ----------------------------------- | ------ | ---------------------------- |
| 2011 | Malaventura                         |        | Estreia no cinema            |
| 2013 | Réquiem para Inés                   | Daniel | Curta-metragem               |
| 2013 | Paradisio                           | Michel | Protagonista, curta-metragem |
| 2018 | Esto no es Berlín                   | Carlos |                              |
| 2018 | Lo más sencillo es complicarlo todo | Luis   | Filme da Netflix             |

## Discografia
- 2013: Hoy somos más[21]
- 2013: Violetta en Vivo[22]

## Prêmios e indicações
| Ano  | Premiação                    | Categoria     | Trabalho                       | Resultado | Ref.   |
| ---- | ---------------------------- | ------------- | ------------------------------ | --------- | ------ |
| 2012 | Kids Choice Awards México    | Ator Favorito | Paul em Cuando toca la campana | Indicado  | [ 23 ] |
| 2013 | Kids Choice Awards Argentina | Revelação     | Marco em Violetta              | Indicado  | [ 24 ] |

## Referencias
1. 1 2  Gabriel Blanco. «Xabiani Ponce». www.gabrielblanco.cc/
2. 1 2  «Es estrella Disney pero bien portado - La Verdad de Tamaulipas - ESPECTACULOS». web.archive.org. 21 de fevereiro de 2014. Consultado em 28 de abril de 2022
3. ↑  «Cópia arquivada». Consultado em 28 de agosto de 2014. Arquivado do original em 23 de agosto de 2013
4. ↑  «Sinopsis - Notas - Disney Club - tvazteca.com». web.archive.org. 25 de fevereiro de 2014. Consultado em 28 de abril de 2022
5. ↑  «Las breves de Xabiani Ponce de León». web.archive.org. 9 de julho de 2014. Consultado em 21 de junho de 2020
6. 1 2  «Los actores de Cuando Toca la Campana». web.archive.org. 13 de novembro de 2012. Consultado em 28 de abril de 2022
7. ↑  «→ Cuando toca la campana, 2º Temporada. Personajes nuevos, fotos, elenco: Estreno 22.03.12 ► El Bazar del Espectáculo». Consultado em 28 de abril de 2022
8. ↑  «Xabiani Ponce de León». IMDb. Consultado em 28 de abril de 2022
9. ↑  Lozano, Alejandro (20 de setembro de 2012), Paciente no.100, Paramédicos, consultado em 28 de abril de 2022
10. ↑  «Se estrenará segunda temporada de Cuando toca la toca la campana». web.archive.org. 10 de janeiro de 2014
11. ↑  «Cuando toca la campana estrenará su segunda temporada este fin de semana». enelbrasero.com/. 20 de agosto de 2012
12. ↑  «Réquiem para Inés». web.archive.org. 25 de fevereiro de 2014. Consultado em 28 de abril de 2022
13. ↑  «El cine no es un canal para sanar el tejido social: cineasta». eldiariodetaxco.com/. 24 de janeiro de 2014
14. ↑  «Paradisio Paradisio». Secretaría de Cultura/Sistema de Información Cultural (em espanhol). Consultado em 28 de abril de 2022
15. ↑  «Paradisio - F». El CCC » Centro de Capacitación Cinematográfica (em espanhol). Consultado em 28 de abril de 2022
16. ↑  «Personajes de Violetta». disneylatino.com
17. ↑  InfoVeloz.com. «¡Atención chicos! Arranca la segunda temporada del fenómeno Disney, "Violetta"». InfoVeloz.com (em espanhol). Consultado em 21 de junho de 2020
18. ↑  «Violetta en Vivo y ahora de gira por Latinoamérica | Disney Babble». web.archive.org. 26 de dezembro de 2013. Consultado em 21 de junho de 2020
19. ↑  «100 Días Para Enamorarnos». Telemundo (em espanhol). Consultado em 21 de junho de 2020
20. ↑  «'Control Z' tem segunda temporada confirmada; veja reações do elenco». entretenimento.uol.com.br. Consultado em 21 de junho de 2020
21. ↑  «iTunes - Música - Violetta - Hoy Somos Más de Various Artists». web.archive.org. 10 de maio de 2014. Consultado em 11 de setembro de 2021
22. ↑  «Álbum Violetta en vivo». iTunes. Consultado em 11 de setembro de 2021
23. ↑  http://www.popjoven.com/2012/06/25/nominados-a-los-kids-choice-awards-mexico-2012/
24. ↑  «Cópia arquivada». Consultado em 19 de novembro de 2014. Arquivado do original em 15 de agosto de 2013